# منتخب تايلاند لكأس ديفيز
منتخب تايلاند لكأس ديفيز هو ممثل تايلاند الرسمي في كرة المضرب في كأس ديفيز.